# Jean Echenoz
Jean Echenoz (Aurenja, 26 de desembre de 1947) és un escriptor i novel·lista francès, guanyador del Premi Médicis l'any 1983 amb l'obra Cherokee i del Premi Goncourt el 1999 amb Je m'en vais. Molt influenciat pel món de la novel·la d'aventures, policíaques i d'espionatge, ha convertit la seva obra en un referent i la incorporació d'una important geografia humana.

## Biografia
Fill d'un psiquiatre, Jean Echenoz va passar la seua infància entre Avairon i els Alps de l'Alta Provença. Va estudiar sociologia a Ais de Provença i el 1970 es va instal·lar a París. També va estudiar enginyeria civil. Va treballar breument amb el diari L'Humanité i l'agència AFP. El 1976, va nàixer el seu fill Jérôme. El 1979, després de diversos anys de dubtes, va publicar la seua primera obra, Le Méridien de Greenwich, amb què va guanyar el Premi Fénéon.
Fins avui ha publicat quinze novel·les hi ha rebut nombrosos premis, entre ells el Premi Médicis 1983 per Cherokee, el Premi Goncourt 1999 per Je m'en aneu, així com el Premi Aristeion i el premi François Mauriac (2006), per la seva novel·la Ravel. Les seves obres es caracteritzen per una escriptura econòmica i descriptiva i, a la vegada, dotada de gran inventiva i ús de neologismes, amb especial segell d'humor i ironia.
Entre 2006 i 2010, va publicar tres llibres basats sobre tres vides reals. Donat el seu gust per la música, no estranya el llibre inicial, Ravel, que està a mig camí entre la novel·la i el relat biogràfic (recorda Echenoz que una de les primeres coses que va escoltar amb atenció en la seva infància va anar a Ravel). El segon, Courir (2008), gira entorn de l'atleta Emil Zátopek. En Des éclairs, finalment, escriu sobre Nikola Tesla, un famós enginyer als Estats Units.
Després d'aquesta experiència narrativa, amb 14 (2012) va tornar al relat, que transcorre a la Primera Guerra Mundial ("Cinc homes han anat a la guerra, una dona espera el retorn de dos d'ells. Queda per saber si van a tornar. Quan. I en quin estat ", és el resum de la coberta d'aquest breu text). Va partir d'uns papers trobats per la seva família. Com diu Echenoz, "no es tractava de fer un volum proporcional a les dimensions i aquest 'suïcidi europeu', que va ser una contesa plenament industrial, on es va produir un armament gegantí; només he volgut ser al·lusiu de la magnitud del fenomen".
En el projecte d'una nova traducció de la Bíblia per a éditions Bayard, que han confiat a diferents autors la redacció del llibre, Echenoz ha efectuat -amb un especialista en hebreu - una versió molt llegible, pràcticament contemporània dels Llibres dels Macabeus.
Echenoz ha col·laborat a més en els guions de tres pel·lícules: El rose et le blanc (de Robert Pansard - Besson), el 1982; El tueur assis (de Jean - André Fieschi), el 1985, per TV, i Cherokee (de Pascal Ortega), el 1991. Així mateix ha tingut una breu actuació en Un an (de Laurent Boulanger), de 2006.

## Obra
- Le méridien de Greenwich (Minuit, 1979).
- Cherokee (Minuit, 1983).
- L'équipée malaise (Minuit, 1986).
- L'occupation des sols (Minuit, 1988).
- Lac (Minuit, 1989).
- Nous trois (Minuit, 1992).
- Les grandes blondes (Minuit, 1995).
- Un an (Minuit, 1997).
- Je m'en vais (Minuit, 1999).
- Jérôme Lindon (Minuit, 2001).
- Au piano (Minuit, 2003).
- Ravel (Minuit, 2006).
- Courir (Minuit, 2008).
- Des éclairs (Minuit, 2010).
- 14 (Minuit, 2012).
- Caprice de la reine (Minuit, 2014).
- Envoyée spéciale (Minuit, 2016).

### En català
- Echenoz, Jean; Ginés, Maria (tr.). Me'n vaig.  Proa, 2000, p. 180 p. (Proa Beta, 42). ISBN 8484370070.
- Echenoz, Jean; Casassas, Anna (tr.). 14.  Raig Verd, 2003, p. 123 p. (Llampec, 6). ISBN 9788415539605.
- Echenoz, Jean; Casassas, Anna (tr.). Córrer.  Raig Verd, 2014, p. 139 p. (Llampec, 7). ISBN 9788415539681.
- Echenoz, Jean; Casassas, Anna (tr.). Llampecs.  Raig Verd, 2016, p. 158 p. (Llampec, 8). ISBN 9788416689125.
- Echenoz, Jean; Casassas, Anna (tr.). Enviada especial.  Raig Verd, 2017, p. 320 p. (Raigs Globulars). ISBN 9788416689309.